# 曾勵珍
曾勵珍（英語：Catherina Tsang，1952年6月26日—），人稱珍姐，是現任香港電視廣播有限公司（TVB，無綫電視）助理總經理（戲劇製作）兼執行董事，前香港電台廣播劇播音員、演員兼節目主持，曾志偉的堂姐（現同為無綫管理層），曾於《萬千星輝頒獎典禮2022》奪得「萬千光輝演藝大獎」。

## 歷年職務
香港電台時期（1970年-1974年）
- （1970年-1974年）廣播劇播音員、演員
- （1970年-1974年）兼任節目主持

無線電視時期（1974年至今）
- （1974年-1975年）電視劇助理編導
- （1975年-1980年）電視劇編導
- （1980年-1987年、2007年-2010年）處境劇監製
- （1987年-2004年、2016年及2019年）電視劇監製
- （2000年-2005年）（兼任）戲劇製作部助理總監
- （2005年-2008年）戲劇製作部副總監
- （2008年-2016年）戲劇製作部總監
- （2016年至今）戲劇製作部助理總經理

## 背景
曾勵珍早年就讀聖士提反女子中學。在校時已參演話劇活動。她在1970年加入香港電台擔任播音員，後曾在電視劇《七十三》、《獅子山下》等演出。1974年，曾勵珍與黃兆強、龍寶鈿、張雪麗、張炳強、葛劍青和鍾偉明主持廣播節目〈香江之晨〉。同年加入無綫電視，最初由助理編導做起，後來擢升至戲劇分部副總監，再升為製作部戲劇製作總監。她曾經對幕前工作很感興趣，是為投身無綫的第二年，曾參與電視劇《相見好》的演出。經歷了邵逸夫和方逸華掌權的兩個時代。
2008年，無綫電視製作部改革制策，是由單總監改為雙總監，她與前任梁家樹時擢升為製作部戲劇製作總監。梁家樹離職後，她再次接管整個戲劇部。
2016年，梅小青與劉家豪回巢到無綫電視，並齊齊榮升為戲劇製作總監，因而變成三總監。同年7月，曾勵珍升為助理總經理（戲劇製作）。
曾是重用的李添勝、王心慰、劉家豪、梅小青、梁材遠、羅鎮岳 ）、徐遇安（已退休）、戚其義（已離職）、羅永賢、方駿釗等多名監製。
2019年，杜之克專注無綫的部份中港合拍劇集，而曾勵珍專注無綫的自家劇集。2021年杜之克離職後，她再次接管整個戲劇部。

## 監製列表

### 作品列表（無綫電視）

#### 1980年代
| 首播            | 劇名                   | 合作演員                                                                        |
| 1980年          | 聲寶喜相逢             | 景黛音、程可為、賈思樂、廖啟智、劉丹、劉敏儀                                    |
| 1981年－ 1986年 | 香港八一至香港八六系列 | 黃新、李我、梁葆貞、李成昌、顏國樑、羅君左、梁仲芬、張兆輝                      |
| 1981年          | 威水世家               | 黃杏秀、葉德嫻、張國強、雪 梨、姚鳳絲、李家鼎、楊盼盼、程思俊、陳百祥、黃 新    |
| 1984年          | 閉門一家親             | 毛舜筠、李國麟                                                                  |
| 1985年          | 同居房客               | 黎小田、薰 妮、彭健新、吳家麗、談泉慶、鮑翠薇                                   |
| 1986年          | 鑽石王老五             | 毛舜筠、吳啟華、藍洁瑛、劉美娟、吳鎮宇、李國麟、商天娥、謝 寧                   |
| 1987年          | 快活良緣               | 歐陽珮珊、劉 丹、林立三、司馬燕、梁潔華、吳家麗、羅國維、何貴林、吳業光、梁葆貞 |
| 1987年          | 獵鯊行動               | 呂良偉、鄺美雲、蔡嘉利、戴志偉、冼灝英、商天娥                                  |
| 1987年          | 正印冤家               | 李 影、羅明珠、陳美琪、戴志偉、李香琴、關海山、司馬燕、王美華、林 利            |
| 1988年          | 大茶園                 | 吳啟華、毛舜筠                                                                  |
| 1988年          | 鬥氣一族               | 夏雨、周星馳                                                                    |
| 1989年          | 萬家傳說               | 郭晉安、鄧萃雯、藍潔瑛                                                          |
| 1989年          | 花月佳期               | 李嘉欣、郭晉安                                                                  |

#### 1990年代
| 首播   | 劇名                   | 合作演員                                                             |
| 1990年 | 孖仔孖心肝             | 劉青雲、周星馳                                                       |
| 1990年 | 愛情三角錯             | 毛舜筠、温兆倫                                                       |
| 1991年 | 男盜女差               | 毛舜筠、夏 雨、林保怡                                                |
| 1991年 | 與郎共舞               | 溫碧霞、劉青雲、蔣志光、楊 羚                                        |
| 1992年 | 我愛牙擦蘇             | 張衛健、黎 姿、許志安、蔣志光、歐陽震華                              |
| 1993年 | 青少年實況劇之愛有明天 | 余文詩、黃寶龍、王紫菱、田偉明、何健威、梁俊傑、蔡易思               |
| 1993年 | 愛有明天               | 陳啟泰、林其欣、秦 煌、夏 萍                                         |
| 1994年 | 餐餐有宋家             | 盧宛茵、尹揚明、張鳳妮、林 偉、宣 萱、黃𨥈瑩、古天樂、梁家仁、鄧兆尊 |
| 1994年 | 廉政行動1994           | 郭晉安、林保怡、劉松仁、曾華倩、曾 江                                |

#### 2000年代
| 首播            | 劇名                                      | 合作演員                                                                            |
| 2000年          | LovingYou我愛你 （與羅永賢合作監製）      | 吳啟華、鄧萃雯、薛家燕、張同祖、黃智賢                                              |
| 2003年          | Loving You 我愛你2 （與羅永賢合作監製）   | 薛家燕、吳啟華、鄧萃雯、鍾景輝、鄭嘉穎                                              |
| 2004年          | 廉政行動2004 （與羅香蘭合作監製）         |                                                                                     |
| 2007年－ 2008年 | 同事三分親 （與羅鎮岳合作監製）           | 關詠荷、江欣燕、石修、歐錦棠、金燕玲、黎耀祥、蔡淇俊、黃子雄、徐 榮、陳自瑤、王祖藍 |
| 2008年－ 2010年 | 畢打自己人 （與羅鎮岳合作監製）           | 毛舜筠、金燕玲、黎耀祥、歐錦棠、江欣燕、陳茵媺、王祖藍、鄭欣宜、徐榮                |
| 2016年          | 廉政行动2016 （與伍国明、罗香兰合作監製） | 馬國明、陳展鵬、唐詩詠、江美儀、黎諾懿、傅嘉莉、姚子羚、鄭丹瑞                      |
| 2019年          | 廉政行动2019 （與林超賢、罗香兰合作監製） | 黃智賢、滕麗名、陳家樂、陳瀅、鄭則仕                                                |

#### 2020年代
| 首播   | 劇名                                      | 合作演員                                       |
| 2022年 | 廉政行動2022 （與林超賢、罗香兰合作監製） | 袁偉豪、譚俊彥、蔡思貝、陳敏之、周志康、陳曉華 |

### 出品人（無綫電視）
| 首播年份 | 作品           | 與内地合作出品人                |
| 2022年   | 白色強人II     | 優酷CEO孟鈞                     |
| 2023年   | 破毒強人       | 总监制，许涛及優酷CEO谢颖       |
| 2024年   | 企業強人       | 总监制，许涛及企鹅影视CEO孙忠怀 |
| 2024年   | 巾帼枭雄之悬崖 | 总监制，许涛及企鹅影视CEO孙忠怀 |
| 待上映   | 哪吒與楊戩     |                                 |
| 待上映   | 金式森林       |                                 |

## 常用演員
- 王祖藍、毛舜筠、江欣燕、呂慧儀、吳啟華、李國麟、周嘉洛、姜皓文、郭少芸、郭晉安、陳浚霆、單立文、黎耀祥、劉　丹、羅樂林、鄧萃雯、滕麗名、薛家燕、藍潔瑛、蘇韻姿等等

## 常用無綫電視監製
- 王心慰、王偉仁、文偉鴻、方駿釗、吳冠宇、林建祥、徐正康、陳維冠、梁耀堅、陳耀全、黃偉聲、廖晉碩、羅永賢、林志華等。

## 廣播劇
※粗體表示者為作品中的主角或要角
| 年度 | 作品名稱            | 播演角色            | 備註             |
| ---- | ------------------- | ------------------- | ---------------- |
| 1971 | 紫藤花下的秋天      | 藍紫茵              | 葉青小說         |
| 1971 | 摧殘                | 歐陽甯熙            | 孟君小說         |
| 1971 | 危樓之夜            | 丁麗婷              | 張君默原著及編劇 |
| 1971 | 錯線                | 陸芝妮              | 嚴沁小說         |
| 1971 | 衛斯理探案之仙境    | 康巴族人/珠寶店顧客 | 倪匡原著         |
| 1972 | 世界勾奇錄-夢幻船空 |                     |                  |
| 1973 | 替身                | 羅薇                | 余過小說         |
| 1973 | 青春偶像            | 王詠梅              | 嚴沁小說         |
| 1973 | 春波綠              | 謝家鳴童年          | 翠瑩原著         |
| 1973 | 奇妒                | 新月                | 余過原著         |
| 1974 | 夜雲輕              | 方詩菱              | 嚴沁小說         |
| 1974 | 桑園                | 桑文珊              | 嚴沁小說         |
| 1974 | 情書驚艷            | 簡黛                | 余過小說         |
| 1974 | 奇俠司馬洛之血鳳凰  | 馬麗莎              | 馮嘉原著         |
| 1974 | 蜘蛛                | 方萍                | 余過原著         |
| 1974 | 財星拱照            | 安琪麗              | 余過原著         |
| 1974 | 鐵拐俠盜之發新年財  | 女警                | 馬雲原著         |
| 1980 | 雲外千峰            | 狄浣                | 嚴沁小說         |
| 1981 | 煙外曉雲輕          | 沈詠潔              | 嚴沁小說         |

## 曾獲獎項

### 萬千星輝頒獎典禮
| 年份   | 獎項             | 結果 |
| ------ | ---------------- | ---- |
| 2022年 | 萬千光輝演藝大獎 | 獲獎 |

## 相關
- 無綫電視人員列表

## 外部連結
- “感謝離婚”的女人——曾勵珍 （页面存档备份，存于）
- 獨家對話曾勵珍：執掌TVB劇集製作大旗 （页面存档备份，存于）